# Robert Albert

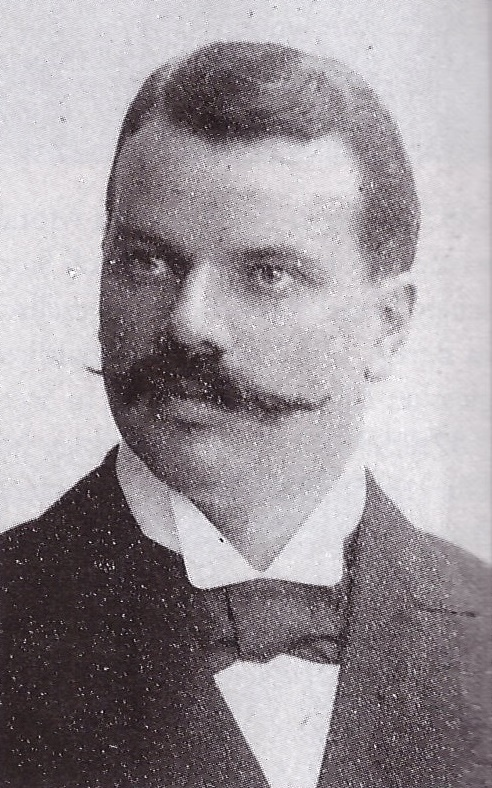
Robert Albert

Robert Edmund Konrad Albert (* 11. März 1869 in Biebrich; † 26. November 1952 in Eberswalde) war ein deutscher Forstwissenschaftler.

## Leben
Albert besuchte das Oranienschule (Wiesbaden). Nach dem Abitur im Dreikaiserjahr studierte er an der Ludwig-Maximilians-Universität Chemie. Am 28. April 1888 wurde er im Corps Franconia München aktiv. Im nächsten Jahr wechselte er an die  Universität Jena, um auch im Kartellcorps Franconia Jena aktiv zu werden. Als glänzender Fechter zeichnete er sich in München und in Jena dreimal als Consenior aus. Er ging als Inaktiver an die  Friedrich-Alexander-Universität und engagierte sich in der Pfarrerstochter (Erlangen). Nach dem Vorexamen wechselte er an die TH Hannover. Nach Erlangen zurückgekehrt, wurde er 1893 zum Dr. phil. promoviert. Nach vier Jahren als Assistent am Chemischen Institut wechselte er an die Landwirtschaftliche Hochschule Berlin, an der er sich  habilitierte. 1901 folgte er dem Ruf der Königlichen Forstakademie Eberswalde auf ihren Lehrstuhl für Chemie und angewandte Bodenkunde. 1914 gehörte er zu den Unterzeichnern der Erklärung der Hochschullehrer des Deutschen Reiches. 1926/27 und 1930/31 (zum 100-jährigen Bestehen) war er  Rektor der Akademie. 1936  emeritiert, hielt er weiterhin Spezialvorlesungen. Im Zweiten Weltkrieg übernahm er wieder voll die Leitung des Bodenkundlichen Instituts. Bei Kriegsende setzte er sich nach Schleswig-Holstein ab; mit seiner Frau kehrte er 1946 aber nach Eberswalde zurück, wo sein Haus mit der wertvollen Bibliothek abgebrannt war. Die Sowjetische Militäradministration in Deutschland drängte auf den Wiederaufbau der Hochschule, so dass Albert noch bis 1950 als Professor der Forstlichen Fakultät der Humboldt-Universität zu Berlin in Eberswalde wirkte. Zwei Jahre später starb er mit 83 Jahren.

## Ehrungen
- Dr. forest. h. c. der  Königlich Preußischen Forstakademie Hannoversch Münden (1930)[1]
- Goldenes Doktordiplom der Friedrich-Alexander-Universität (1943)[1]
- Ehrenmitglied der Hermann Göring-Akademie der deutschen Forstwirtschaft (1940)[1]